# Paedophryne

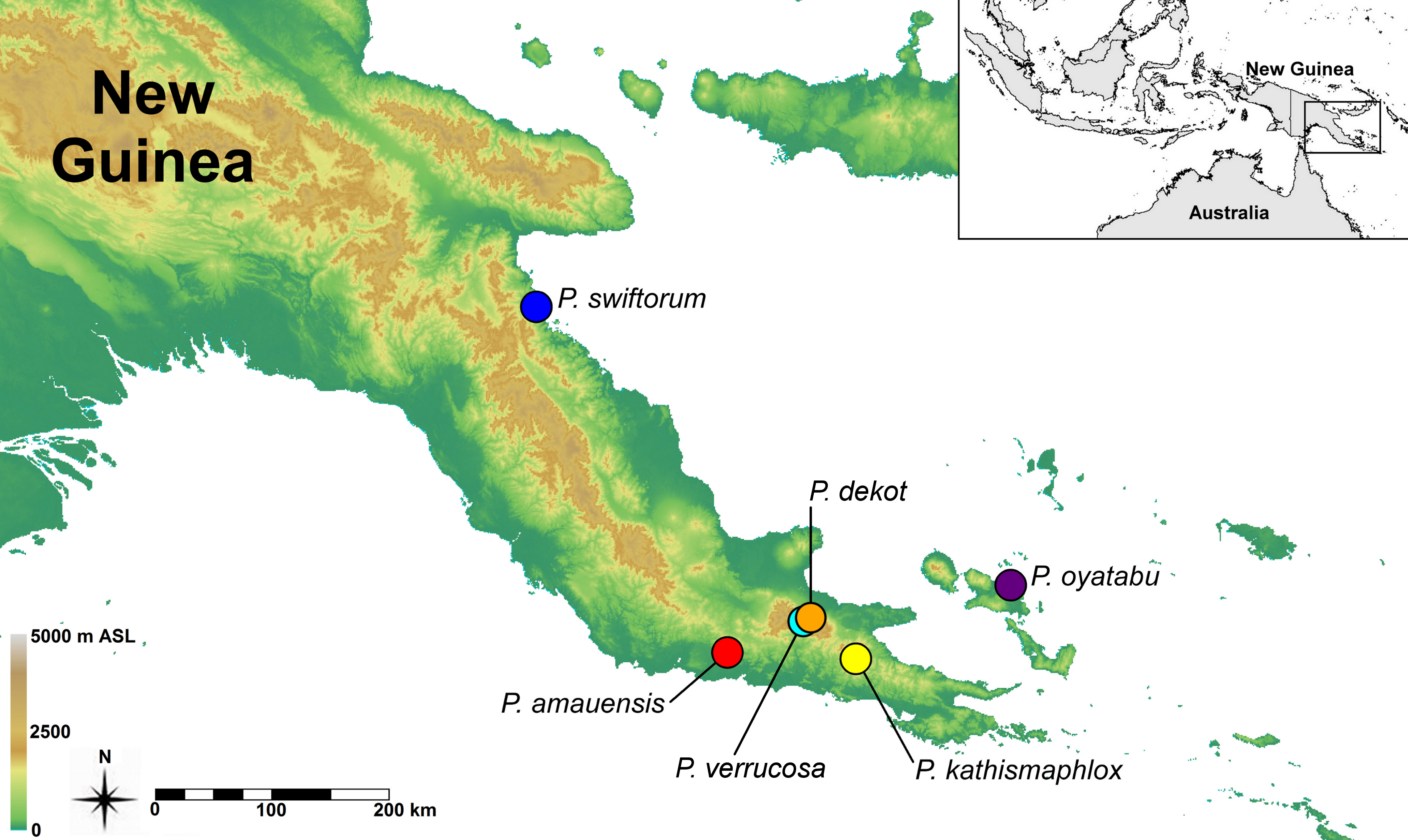
Locurile unde au fost întâlnite specimene Paedophryne

Paedophryne (din greaca veche paedos (παίδος) "copil" și phryne (φρύνος) "broască") este un gen de broaște din familia Microhylidae. Indivizi din acest gen au fost întâlniți în Noua Guinee și insulele D'Entrecasteaux din apropiere. Toate cele șase specii cunoscute ale genului sunt printre cele mai mici broaște și cele mai mici vertebrate.

## Specii
În prezent sunt cunoscute șase specii din acest gen:
- Paedophryne amauensis Rittmeyer et al., 2012[4]
- Paedophryne dekot Kraus, 2011[3]
- Paedophryne kathismaphlox Kraus, 2010[1]
- Paedophryne oyatabu Kraus, 2010[1]
- Paedophryne swiftorum Rittmeyer et al., 2012[4]
- Paedophryne verrucosa Kraus, 2011[3]

## Galerie

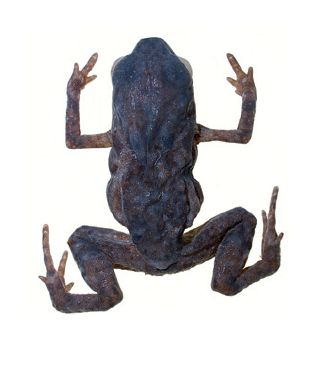
Paedophryne kathismaphlox
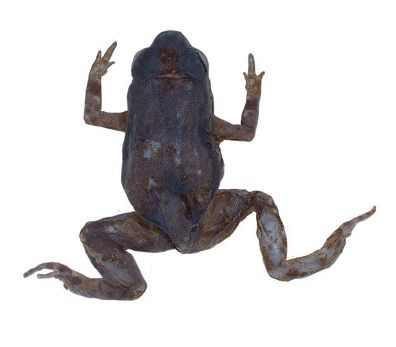
Paedophryne oyatabu
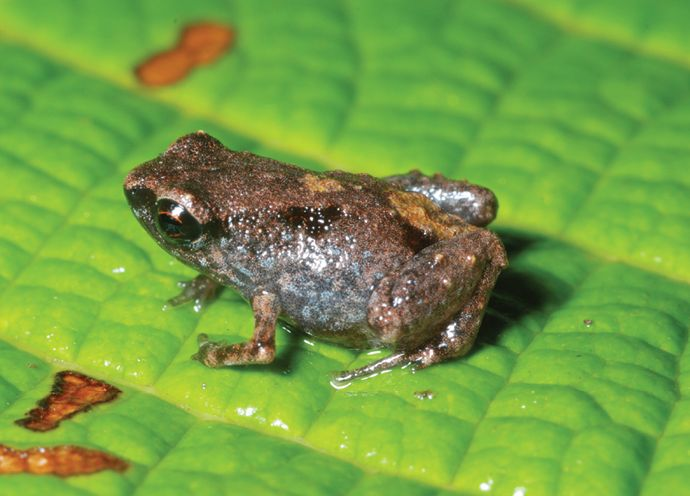
Paedophryne dekot
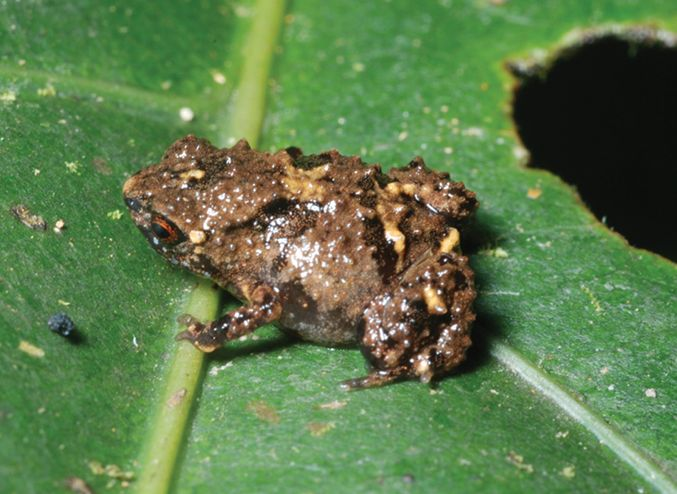
Paedophryne verrucosa
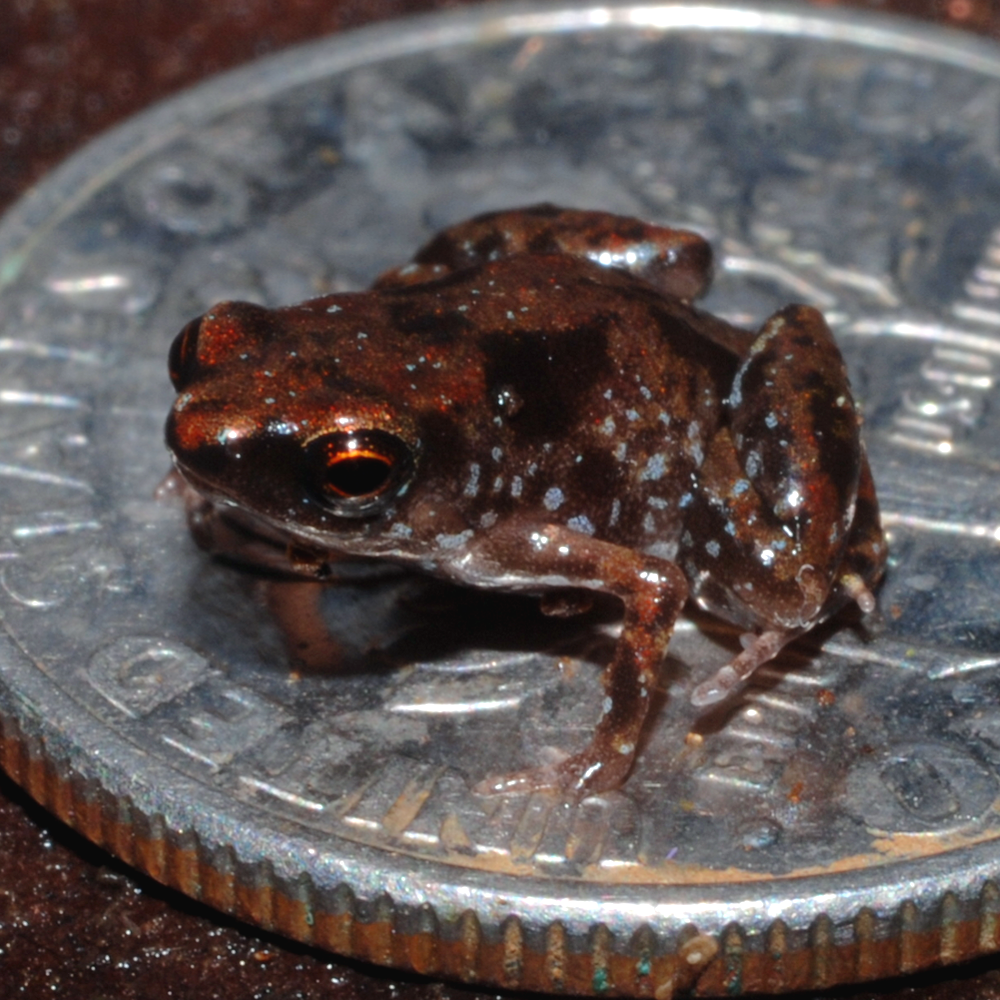
Paedophryne amauensis pe un dime
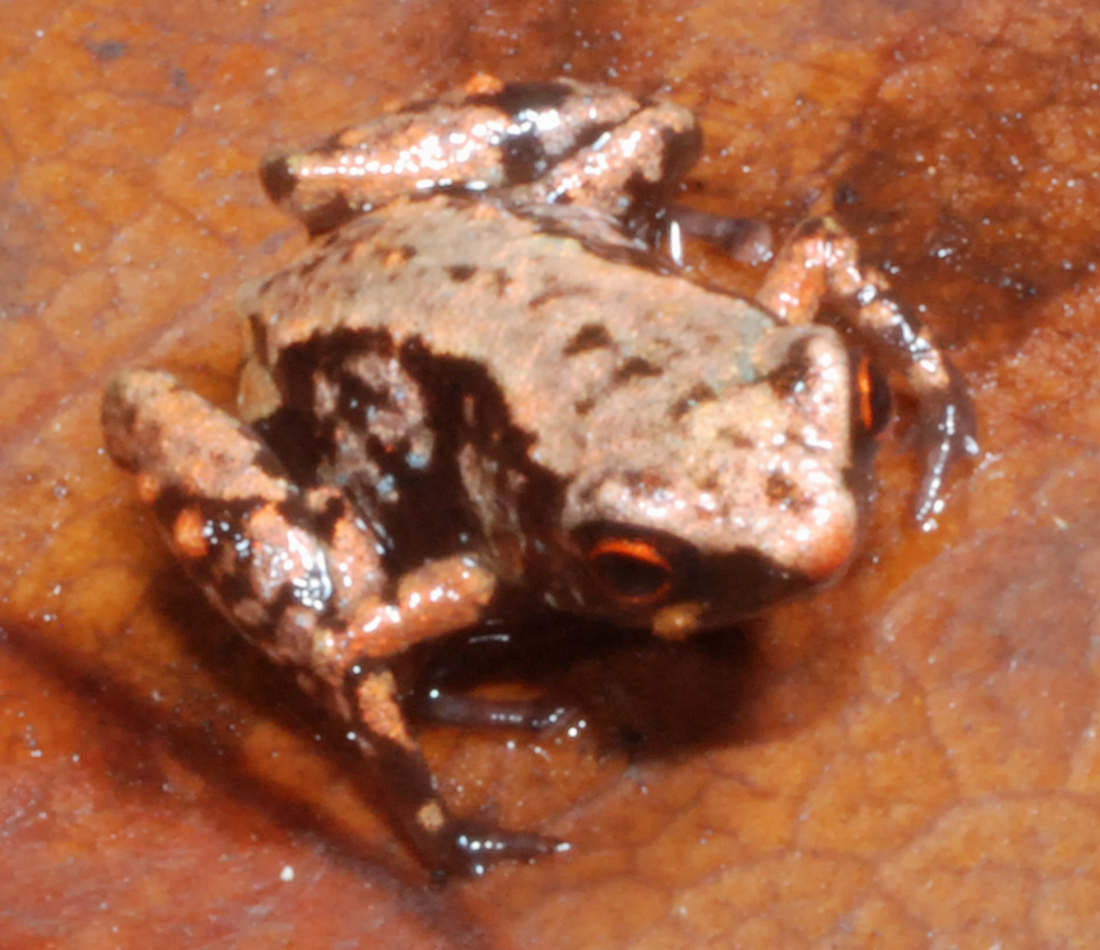
Paedophryne swiftorum